# آقاجان (تشهار دولي)
آقاجان (بالفارسية: آقاجان بلاغی) هي قرية تقع في إيران في Chaharduli Rural District. يقدر عدد سكانها بـ 208 نسمة بحسب إحصاء 2016.